# Лезя
Ле́зя (рос. Лезя) — невелика річка в Ярському районі Удмуртії, Росія, ліва притока Чепци.
Бере початок на Красногорській височині. Протікає спочатку на північний схід, потім повертає на північний захід і в кінці тече на північ.
На річці розташовані села Байдаліно та Мосеєво, через річку збудовано автомобільний та залізничний мости біля села Мосеєво.